# Daniel Pattis
Daniel Pattis, né le 25 mars 1998 à Bolzano, est un coureur de fond italien spécialisé en trail et en course en montagne. Il a remporté le titre de champion d'Italie de trail court 2025.

## Biographie
Daniel Pattis est initié au sport par ses parents et pratique le ski de fond durant sa jeunesse. Il pratique également la course à pied en été avec son père, d'abord comme entraînement estival pour le ski de fond. Il démontre de bons résultats lors d'épreuves scolaires et se fait remarquer par l'entraîneur Hans Pichler qui le prend sous son aile. Habitant le village de Tires où il n'a pas accès à une piste d'athlétisme, il s'entraîne régulièrement en montagne et s'essaie à la course en montagne. Il démontre de bons résultats dans cette discipline et est sélectionné dans l'équipe nationale junior.
Le 27 juin 2015, il prend part à la Coupe du monde de course en montagne cadets à Smolyan. Prenant un départ prudent, il parvient à revenir sur les favoris turcs en tête, emmenant ses comaptriotes dans son sillage. Il accélère en fin de course et parvient à doubler ses adversaires pour aller chercher le titre. Il remporte de plus la médaille d'or au classement par équipes.
Il connaît une excellente saison 2017. Le 22 janvier, il remporte l'épreuve junior du cross Cinque Mulini. Le 8 juillet, il participe aux championnats d'Europe de course en montagne à Kamnik. Il décroche la médaille d'argent sur l'épreuve individuelle junior derrière le Roumain Gabriel Bularda ainsi que l'or au classement par équipes. Quelques semaines plus tard, il décroche à nouveau la médaille d'argent individuelle sur l'épreuve junior lors des championnats du monde de course en montagne à Premana, devancé uniquement par l'Ougandais Oscar Chelimo. Il remporte en outre la médaille de bronze au classement par équipes. Il conclut sa saison en remportant le titre de champion d'Italie junior de course en montagne. Ses bons résultats lui valent de remporter le prix Ossi Pircher Preis récompensant le meilleur sportif tyrolien junior de l'année.
Le 31 octobre 2021, il prend part à la Coupe des nations de la WMRA à Chiavenna. Prenant un bon départ, il tente d'assurer une place sur le podium en courant aux avants-postes. Il voit cependant le Slovène Timotej Bečan et le Britannique Chris Richards revenir sur lui. Il parvient à se défaire du Britannique mais se retrouve au coude à coude avec le Slovène. Les deux hommes terminent la course au sprint et Daniel Pattis échoue au pied du podium pour une seconde. Il se console toutefois en remportant l'or au classement par équipes.
Il se spécialise ensuite sur le trail court et s'illustre notamment en Golden Trail World Series en décrochant son premier podium sur le Four Sisters Mountain Trail en Chine en 2024.
Le 8 juin 2025, il prend le départ du Trail Oasi Zegna qui accueille les championnats d'Italie de trail court. Face à une concurrence relevée, il court sur un rythme soutenu pour rester au contact de Nadir Maguet. Il accélère en seconde partie de course pour prendre la tête et distancer ses adversaires. Il s'impose en 2 h 45 min 25 s avec cinq minutes d'avance sur Nadir Maguet et remporte ainsi son premier titre national senior.

## Palmarès
| no  | masculin           | Course                               | Longueur | Départ          | Temps           |
| --- | ------------------ | ------------------------------------ | -------- | --------------- | --------------- |
| 4e  | 4e                 | Coupe des nations de la WMRA         | 19 km    | 31 octobre 2021 | 1 h 22 min 11 s |
| 1re | Médaille d'or      | Lavaredo 20K                         | 20 km    | 22 juin 2023    | 1 h 29 min 41 s |
| 3e  | Médaille de bronze | Four Sisters Mountain Trail          | 22 km    | 27 avril 2024   | 2 h 5 min 51 s  |
| 2e  | Médaille d'argent  | Giir di Mont                         | 32 km    | 28 juillet 2024 | 3 h 21 min 9 s  |
| 3e  | Médaille de bronze | ETC                                  | 15 km    | 27 août 2024    | 1 h 21 min 55 s |
| 3e  | Médaille de bronze | Zegama-Aizkorri                      | 42,2 km  | 25 mai 2025     | 3 h 51 min 40 s |
| 1re | Médaille d'or      | Championnats d'Italie de trail court | 35 km    | 8 juin 2025     | 2 h 45 min 25 s |

## Records
| Épreuve       | Performance    | Date              | Lieu      |
| ------------- | -------------- | ----------------- | --------- |
| 3 000 mètres  | 8 min 51 s 52  | 20 juin 2015      | Milan     |
| 5 000 mètres  | 15 min 54 s 56 | 19 septembre 2015 | Herisau   |
| 10 kilomètres | 30 min 41 s    | 31 décembre 2024  | Bolzano   |
| Semi-marathon | 1 h 5 min 4 s  | 16 février 2025   | Barcelone |